# フォーチュン (テレビ技術会社)
株式会社フォーチュンは、テレビ番組の技術業務を行う技術プロダクションである。ドラマ全般が多い。
元東通（現：TBSアクト）のカメラマン担当だった川田万里が設立した。

## 会社概要

### 所在地
- 本社 : 東京都港区赤坂2-8-18 妙和ビル1F

### 役員
- 代表取締役社長：川田 万里
- 取締役：星 宏美、柳沢 栄造
- 顧問：佐藤 虔一

## 所属スタッフ
技術プロデューサー兼任テクニカルディレクター
- 川田万里（社長）

テクニカルディレクター兼任カメラマン担当
- 柳沢栄造

カメラマン
- 古川好伸
- 金澤まさあき
- 岡崎真一
- 檜野吉宏

映像調整
- 栗林伸幸
- 塩津亮児

## 主な作品

### バラエティ

#### 現在
- How to モンキーベイビー!（TOKYO MX・ドラマデザイン社）

#### 過去
- やぐちひとり（テレビ朝日・ドラマデザイン社）
- やぐちひとり（C）（テレビ朝日・ドラマデザイン社）